# Közönséges feketehangya
A fekete hangya (Lasius niger) a rovarok (Insecta) osztályának hártyásszárnyúak (Hymenoptera) rendjébe, ezen belül a hangyák (Formicidae) családjába tartozó faj.

## Származása, elterjedése
Észak-Amerikában, valamint Európa és Ázsia mérsékelt égövi területein terjedt el. Ez a Magyarországon leggyakoribb hangyafaj. Pontos lehatárolása a számos hasonló faj miatt nehéz. Magyarországon fölöttébb hasonlít hozzá az invazív kerti feketehangya (Lasius neglectus).

## Megjelenése, felépítése

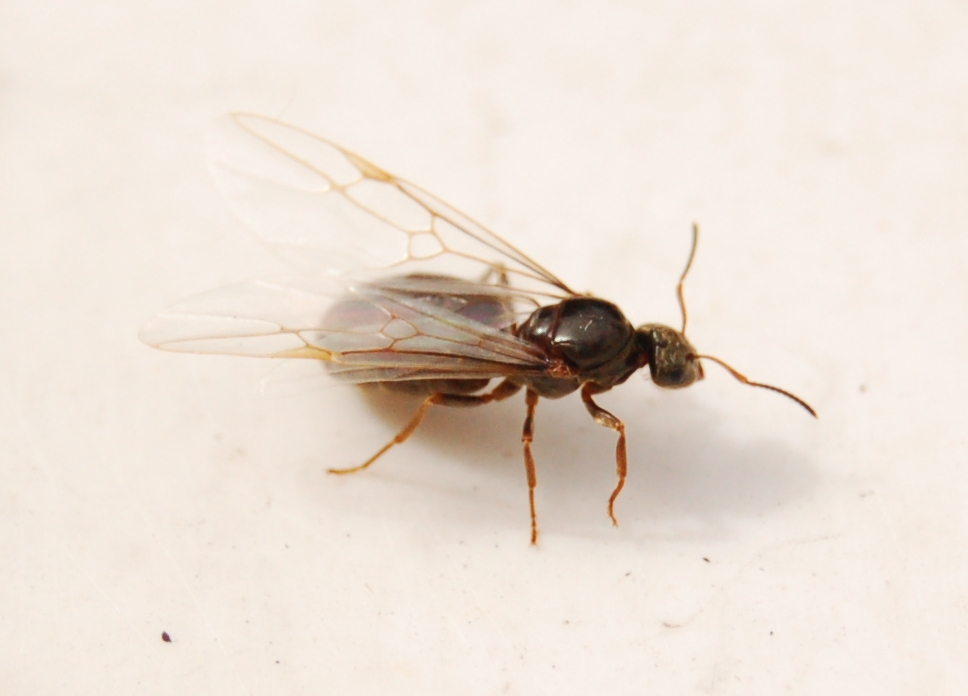
A királynő szárnyakkal

A dolgozók testhossza 3–4 milliméter, a hímeké 4–5, a nőstényeké 8–9 milliméter. Kitinburka barna vagy fekete. Csak a hímeknek és a királynőknek van szárnya. A kilenc mozgatható ízülettel összekapcsolt lábak végén két visszafelé hajló kis karmocska ül; ezek a futás segítésére a talajba mélyednek. Ízelt lábaival ássa ki járatait. A karmocskákkal meredek felületekre is felmászik, a plafonon is meg tud kapaszkodni.
Szájszervének domináns része az egy pár állkapocs (mandibula). A hangya ezt nemcsak a táplálék begyűjtésére használja, de fogóeszközként a lárvákat is ezzel szállítja. Csápjai egyszerre szagló-, tapintó-, ízlelő- és hallószervek. Összetett szeme számtalan apró lencséből áll; ezek mindegyike a hangya látómezejében lévő tárgy egy-egy részletét képezi le.

## Életmódja, élőhelye
Bolyai egykirálynősek; egy-egy bolyban tízezernél is több dolgozó él (az egészen nagy bolyokban ez a szám 50 000-ig felszaporodhat. Egyes fészkeket kövek alatt vagy korhadó fatörzsekben alakít ki, mások fölé a kiásott földből halmoz fel kúp alakú, 20–30 cm magas várakat — ez utóbbit rendszerint valamilyen növény szára mellé úgy, hogy a növény fejlődése a fészket is erősítse. Eső után a beomlott folyosókat újra kell építeni, ezért egy-egy zápor után a hangyák különösen aktívak.
Az üregek és járatok több mint egy méterrel a felszín alá is lenyúlhatnak. Az egyik üregben foglal helyet a királynő a tojásokkal, a többiben bábok, lárvák, táplálékok és pihenőhelyek találhatók. A petéket, lárvákat és bábokat rendszeresen átszállítják a fejlődési állapotuknak éppen megfelelő hőmérsékletű üregekbe.
Rovarokkal, gyümölcsökkel és mézharmattal táplálkozik, de a kenyérmorzsákat is megeszi. A nyári melegben főleg hajnaltájt és alkonyat idején jár táplálék után. Szoros köteléket alakít ki a levél-, pajzs- és gyökértetvekkel, amelyeket nemcsak látogat, de aktívan védelmez is. Nem elégszik meg a „vad” tetvekkel, hanem maga is neveli-tenyészti őket, főleg a gyökértetveket talajba ásott fészkeiben.
A hímek néhány hónapig élnek, a királynő és a dolgozók több évig. Hibernált állapotban töltött pihenő időszaka októbertől márciusig tart.
Nagyon jól alkalmazkodó faj. A nem túlságosan száraz területeket kedveli; többnyire erdőszéleken, utak mentén telepszik meg vagy a településekre költözik be.

### Szaporodása, egyedfejlődése
A nászrepülésre nagy tömegekben indul, a Kárpát-medencében különösen június-július fordulóján, az eső előtti szélcsendes időben, mivel az átázott talajban a királynők könnyebben ásnak fészket. Az eső közeledtére a légnyomás változásából következtetnek. Egy átlagos fészek 1000 hímet és 200 nőstényt bocsát ki. A rajzás igen látványos; a sok apró hím jól megkülönböztethető a kevesebb és nagyobb nőstényektől. A hímek rákapaszkodnak a nőstényekre; a párok a levegőben szabad szemmel is kivehetőek. Miután a nőstény elég hímmel párosodott, leszáll a földre, ahol leveti az esetleg még rajta lévő hímet, majd a szárnyait is.
A rovarevő ragadozók (a földön békák, gyíkok, a levegőben szitakötők, fecskék stb.) a fészek közelében lakmároznak a rajból. 
A párzás után a hím elpusztul. A királynő 6–7 éven át körülbelül 10 percenként rak le egy petét. A megtermékenyítetlen petékből hímek lesznek.
A petéből kb. 10–15 nap múlva kel ki a lárva, majd újabb 10–15 nap múlva bábozódik. A bábból 10–25 nap múlva kel ki az imágó amelynek kifejlődése összesen átlag 1–1,5 hónap, de akár 2 hónapig is eltarthat, eképpen az új boly alapítása után a dolgozók első, 5–10 fős csoportja a nyár végén kel ki.